# Agna (Corniglio)
Agna è una frazione del comune italiano di Corniglio, nella provincia di Parma, in Emilia-Romagna.
La località dista 3,03 km dal capoluogo comunale.

## Geografia fisica
Il borgo sorge alle pendici del Monte Caio e del Groppo d'Agna, sulla destra orografica del torrente Parma, a un'altitudine di 788 m s.l.m.; Agna comprende le località di Chiesa (o Agna propriamente detta), Tufi, Vesta, Rividulano e Carzago.

## Storia
Il borgo di Agna fu fondato in epoca altomedievale; la più antica testimonianza della sua esistenza risale al 6 settembre 1000, quando la contessa Ferlinda, figlia di Bertario, donò ai canonici del capitolo della Cattedrale di Parma varie proprietà, tra cui una corte e alcuni terreni posti a Balone e nelle sue pertinenze di Burbulla, Belasola, Brajda e Agna.
La località dipese per secoli dal vicino centro di Ballone e dal suo castello, appartenuto inizialmente all'autorità episcopale di Parma e successivamente assegnato nel 1387 ai Terzi; dopo alcuni anni di occupazione da parte dei Fieschi a partire dal 1409, Ballone fu concesso in feudo dagli Sforza dapprima a Pier Francesco Visconti e successivamente a Gianfrancesco I Pallavicino, seguendo così da allora le sorti di Tizzano; fu in seguito acquistato verso la metà del XVI secolo dal duca di Parma Ottavio Farnese e verso la fine del XVIII secolo ne fu investito il marchese Troilo Venturi, che lo mantenne fino all'abolizione dei diritti feudali sancita nel 1805 dai decreti napoleonici; successivamente sia Agna che Ballone furono aggregate al nuovo comune di Corniglio.
Nel corso del XX secolo, il borgo di Agna subì un costante calo demografico, a causa della ridotta superficie coltivabile per via della forte pendenza del terreno circostante, soggetto nel tempo a varie frane, tra cui lo smottamento che nel 2021 lambì parte dell'abitato, messo in sicurezza nell'anno successivo.

## Monumenti e luoghi d'interesse

### Chiesa dell'Assunzione di Maria

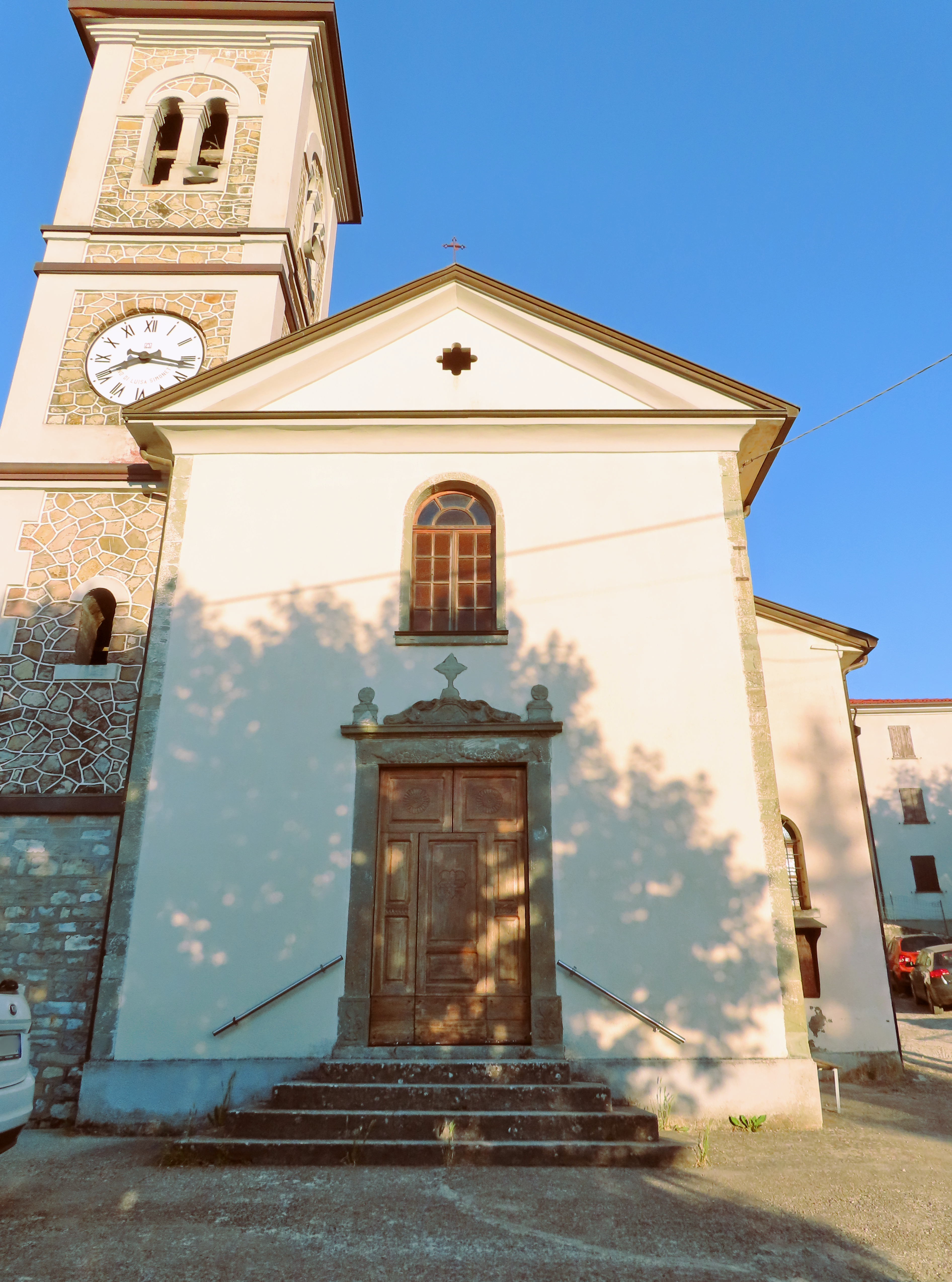
Chiesa dell'Assunzione di Maria Vergine

Edificato originariamente agli inizi del XVI secolo, l'oratorio, dedicato all'Assunta, fu menzionato per la prima volta nel 1521; eretta a sede parrocchiale autonoma nel 1604, la chiesa cadde in rovina nei decenni seguenti e fu completamente ricostruita tra il 1693 e il 1694; arricchita di una nuova facciata nel 1881, fu dotata di un campanile nel 1925, su disegno dell'architetto Lamberto Cusani. L'edificio, caratterizzato dal prospetto principale neoclassico ornato col portale centrale barocco seicentesco, internamente è scandito da lesene doriche e conserva, in un ampio nicchione voltato a botte, un fonte battesimale in pietra del 1605.